# Jia Zhanbo
Jia Zhanbo (chinesisch 賈占波, Pinyin Jiǎ Zhānbō; * 15. März 1974 in Xinyang) ist ein ehemaliger chinesischer Sportschütze.

## Erfolge
Jia Zhanbo nahm an den Olympischen Spielen 2004 in Athen und 2008 in Peking teil. Dabei trat er jeweils in den Kleinkaliber-Konkurrenzen im liegenden Anschlag und im Dreistellungskampf an. Im liegenden Anschlag belegte er mit 595 Punkten den siebten Platz in der Qualifikation, im Finale folgten 101,6 weitere Punkte. Mit insgesamt 696,6 Punkten schloss er den Wettkampf auf dem achten Gesamtrang ab. Auch im Dreistellungskampf gelang ihm der Einzug ins Finale, nachdem er mit 1171 Punkten den ersten Platz der Qualifikation erreicht hatte. Dort war er zwar mit 93,5 Punkten der zweitschwächste Schütze der acht Finalstarter, dennoch reichten seine insgesamt 1264,5 Punkte, um den ersten Platz zu verteidigen. Damit wurde Jia Olympiasieger vor Michael Anti und Christian Planer. 2008 kam er im liegenden Anschlag nicht über den 24. Platz und im Dreistellungskampf nicht über den 27. Platz hinaus. 2007 wurde Jia in Kuwait sowohl im Dreistellungskampf als auch im liegenden Anschlag Asienmeister im Einzel.
Jia ist verheiratet und hat ein Kind.